# Langues au Nigeria

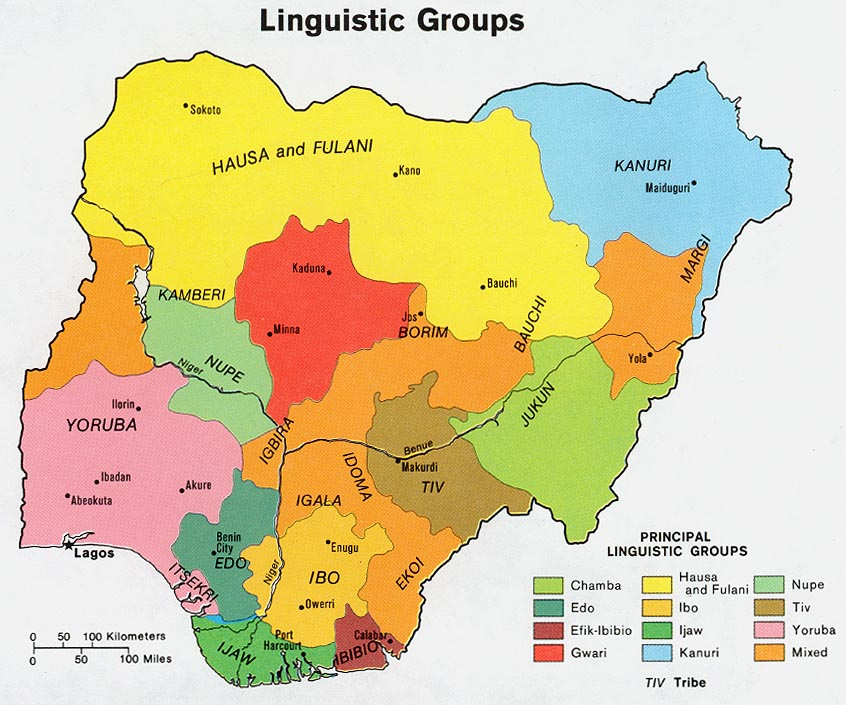
Situation 1979

Le Nigeria compte un grand nombre de langues. Une étude effectuée par SIL International fait état de 529 langues, dont 522 vivantes et 7 éteintes. Langue officielle durant la colonisation, l'anglais a conservé ce statut afin de faciliter l’unité linguistique du pays. Trois langues africaines ont le statut de langues majeures, en attendant de devenir officielles si l'on se réfère à l'article 55 de la constitution (voir ci-dessous) : le haoussa, l’igbo et le yorouba. Elles sont enseignées dans le système scolaire, où chaque élève doit en apprendre au moins une. 27 autres langues ont le statut de langues mineures et l’enseignement primaire débute avec une de celles-ci.
À noter que dans les écoles coraniques (islamiques), l'arabe classique est obligatoire.
L'article 55 de la constitution indique aujourd'hui : « Les affaires du pays sont conduites en anglais ainsi qu’en haoussa, en igbo et en yoruba lorsque des mesures appropriées auront été prises à cet effet ».

## Langues nigéro-congolaises
- L'abanyom est une langue parlée parlée par les Abanyom, dans l'État de Cross River.